# 二葉山神社
二葉山神社（ふたばやまじんじゃ）は、大分県宇佐市大字下敷田に鎮座する神社。第35代横綱・双葉山定次の四股名の由来となったとされる神社として知られる。なお、市内大字富山に分霊社の同名神社があるため、併せて記述する。

## 祭神
大己貴命と玉依姫命とを祀り、後に別雷神を加え、更に明治と大正年間に合祀された村内小祠の天穂日命、菅原神、蛭子命、応神天皇、神功皇后、武内大臣、崇徳天皇、倉稲魂命、火産霊命を併せ祀る。

## 由緒
和銅3年（710年）の創祀という。天慶元年（938年）に神託により別雷神を加え祀ったと伝えられ、また上敷田（現宇佐市上敷田）に住む岩田長者という長者の屋敷裏に落雷があり、その雷神が赤い玉と化して八竜の山に飛び去ったが為に村民が「八大龍王宮」と称えて祀るようになったもので、以後当地では赤い鶏を飼うこ事は禁忌とされたとも伝える。寛永8年（1631年）に社殿を建立した。
明治5年（1872年）に村社に列し、同44年（1911年）9月10日に大字南敷田字樋田の天穂日命と菅原神を祀る神社（境内社に蛭子命を祀っていた）を、大正2年（1913年）4月20日に大字中敷田字潤尾の応神天皇、神功皇后、武内大臣を祀る八幡宮と、大字上敷田字金剛寺の崇徳天皇を祀る金比羅宮（境内社に倉稲魂命と火産霊命を祀っていた）を合祀した。

## 境内社

### 摂社
- 日枝神社 - 和銅3年に創祀されたと伝え、大山咋命を祀る。和気清麻呂が大隅国に流刑された際に参拝したところ脚の疲れが癒えたという[1]。
- 貴船神社 - 高龗神を祀り、延暦元年（782年）6月7日の鎮座という[1]。

### 末社
境内に八坂社（素盞嗚男命）、出雲社（大国主命）、蛭子社（事代主命）、天神社（天御中主命）、稲荷社（倉稲魂命）、伊勢社（同前）、天満社（天穂日命・菅原神）、金刀比羅社（天照大神・素盞嗚男命・少名彦神・申田彦命）、厳島神社（市杵島姫命）、作神社（稲田姫命。明治19年3月に大字下敷田字八龍から迎えた）の石祠があるが、いずれも由緒不詳。
その他、行幸所（御旅所）境内に祇園社（素盞嗚男命。明治19年2月に字恵良山から遷座）、秋葉社（軻遇突知命）、金刀比羅社（大己貴命）の石祠があるがこれも由緒不詳。

## 交通
JR九州日豊本線天津駅付近の北側線路沿いに大きく「二葉山神社」と書かれた看板（看板の下は数台規模の駐車場）があり、その上の微高地に鎮座する。

## 大字富山の二葉山神社

### 祭神
大己貴命と玉依姫命とを祀り、八雷神と軻句突知命を合祀する。

### 由緒
天保10年（1839年）9月20日に大字下敷田の二葉山神社から勧請された。
大正2年9月17日に字飛永の八雷神と軻句突知命を祀る神社を合祀している。

## 関連事項
- 双葉山定次 - 神社付近に昭和の大横綱、双葉山の生家や双葉山に関する資料館双葉の里がある。